# Acatipa (Xochiatipan)
Acatipa es una localidad de México localizada en el municipio de Xochiatipan en el estado de Hidalgo.

## Toponimia
Del náhuatl, Aca-ti-icpac; acatl, caña, la ligadura ti y la posposición icpac, encima: Encima del acatl.

## Historia
Para el Conteo de 1995, se fusiona a la localidad de Ixtaczoquico, y para el Conteo de 2005 se desfusiona de la misma.

## Geografía
Se encuentra en la región geográfica de la Huasteca hidalguense, le corresponden las coordenadas geográficas 20°54′57.598″ de latitud norte y 98°15′48.023″ de longitud oeste, con una altitud de 452 m s. n. m. En cuanto a fisiografía se encuentra en la provincia de la Sierra Madre Oriental, dentro de la subprovincia del Carso Huasteco; su terreno es de sierra. En lo que respecta a la hidrografía se encuentra posicionado en la región del Pánuco, dentro de la cuenca del río Moctezuma, y dentro de las subcuenca del río Calabozo. Cuenta con un clima semicálido húmedo con lluvias todo el año.

## Demografía
En 2020 registró una población de 537 personas, lo que corresponde al 2.94 % de la población municipal. De los cuales 265 son hombres y 272 son mujeres.
| Gráfica de evolución demográfica de Acatipa entre 1960 y 2020                                |
|                                                                                              |
| Población de los censos y conteos del Instituto Nacional de Estadística y Geografía (INEGI). |